# Neopanorpa wittmeri
Neopanorpa wittmeri är en näbbsländeart som beskrevs av George W. Byers 2001. Neopanorpa wittmeri ingår i släktet Neopanorpa och familjen skorpionsländor. Inga underarter finns listade i Catalogue of Life.